# Каатинга амазонійська
Каати́нга амазонійська (Herpsilochmus dugandi) — вид горобцеподібних птахів родини сорокушових (Thamnophilidae). Мешкає в Колумбії, Еквадорі і Перу. Вид отримав назву на честь колумбійського натураліста Армандо Дуганда.

## Опис
Довжина птаха становить 11 см, вага 9,3-11,3 г. Верхня частина тіла самця сіра, тім'я чорні, покривні пера чорні з білими кінчиками. Нижня частина тіла сірувато-біла. Нижня частина тіла самиці жовтувато-коричнева, тім'я коричневе. Над очима білі "брови", надбрівна смуга чорна.

## Поширення й екологія
Амазонійські каатанги поширені на крайньому північному заході Амазонії. Вони мешкають на південному сході і крайньому південному заході Колумбії (на схилах Анд в Какеті і поблизу Летісії в Амасонасі, на сході Еквадору і на північному сході Перу (на північ від Мараньйону і Амазонки). Амазонійські каатинги живуть в кроні вологого рівнинного тропічного лісу на висоті від 100 до 600 м над рівнем моря.